# Toury-sur-Jour
Toury-sur-Jour ist eine französische Gemeinde mit 124 Einwohnern (Stand: 1. Januar 2022) im Département Nièvre in der Region Bourgogne-Franche-Comté. Sie gehört zum Arrondissement Nevers und zum Kanton Saint-Pierre-le-Moûtier.

## Geographie
Toury-sur-Jour liegt etwa 19 Kilometer nordnordwestlich von Moulins. Das Gemeindegebiet wird im Norden vom Fluss Colâtre durchquert, im Süden vom Alligny. Dazwischen verläuft der Sur Jour, der später in den Alligny mündet. Umgeben wird Toury-sur-Jour von den Nachbargemeinden Azy-le-Vif im Norden, Neuville-lès-Decize im Nordosten, Dornes im Osten, Villeneuve-sur-Allier im Süden uns Südwesten, Tresnay im Südwesten sowie Chantenay-Saint-Imbert im Westen.

## Bevölkerungsentwicklung
| Jahr                       | 1962 | 1968 | 1975 | 1982 | 1990 | 1999 | 2006 | 2020 |
| Einwohner                  | 306  | 284  | 230  | 188  | 152  | 144  | 127  | 120  |
| Quellen: Cassini und INSEE |      |      |      |      |      |      |      |      |

## Sehenswürdigkeiten
- Schloss Le Bessy